# Ghil'ad Zuckermann
Ghil'ad Zuckermann (גלעד צוקרמן, 诸葛漫 Zhūgěmàn) (Tel Aviv, Israel, 1 de junio de 1971), D.Phil. (Oxon.), Ph.D. (Cantab.), M.A. (summa cum laude) (Tel Aviv), es un lingüista israelí residente en Australia. Es profesor de Lingüística en la Universidad de Adelaida.
Zuckermann sostiene que el hebreo moderno actual debería llamarse "israelí" y abandonar su reivindicación como descendiente puro de las santas escrituras.
Zuckermann es el promotor e impulsor de la revivalística (revivalistics), nuevo campo de estudio sobre la revitalización lingüística.

## Obras seleccionadas

### Libros
- 多源造词研究 (A Study of Multisourced Neologization), 2021, 华东师范大学出版社 (East China Normal University Press, ECNU) (ISBN 9787567598935)
- Revivalistics: From the Genesis of Israeli to Language Reclamation in Australia and Beyond, Oxford University Press, 2020. (ISBN 9780199812790 / ISBN 9780199812776)
- Language Contact and Lexical Enrichment in Israeli Hebrew, 2003, Palgrave Macmillan (ISBN 9781403917232 / ISBN 9781403938695)
- Israelit Safa Yafa, 2008, Am Oved (ISBN 9789651319631)

- Engaging – A Guide to Interacting Respectfully and Reciprocally with Aboriginal and Torres Strait Islander People, and their Arts Practices and Intellectual Property, 2015.
- Jewish Language Contact (Special Issue of the International Journal of the Sociology of Language, Vol. 226), 2014.
- Burning Issues in Afro-Asiatic Linguistics, 2012.

#### Barngarla
- Mangiri Yarda (Healthy Country: Barngarla Wellbeing and Nature, Revivalistics Press, 2021. (Mangiri Yarda – Part II; Mangiri Yarda – Part III)
- Barngarlidhi Manoo (Speaking Barngarla Together), Barngarla Language Advisory Committee, 2019. (Barngarlidhi Manoo – Part II)
- Dictionary of the Barngarla Aboriginal Language of Eyre Peninsula, South Australia, 2018.

### Artículos
- El original es infiel a la traducción: La manipulación etimológica como instrumento de rechazo hacia otras culturas", L. Ruiz Miyares, C. E. Álvarez Moreno & M. R. Álvarez Silva (eds), ACTAS II, VIII Simposio Internacional de Comunicación Social, Centro de Lingüística Aplicada, Santiago de Cuba, 2002.
- Language Contact and Globalisation: The Camouflaged Influence of English on the World’s Languages – with special attention to Israeli (sic) and Mandarin, Cambridge Review of International Affairs 16 (2), pp. 287-307, 2003.
- "Cultural Hybridity: Multisourced Neologization in 'Reinvented' Languages and in Languages with 'Phono-Logographic' Script", Languages in Contrast 4 (2), pp. 281-318, 2004.
- "Phono-Semantische Abgleichung", Stefan Langer & Daniel Schnorbusch (eds), Semantik im Lexikon, Gunter Narr, Tübingen, pp. 223-267, 2005.
- A New Vision for 'Israeli Hebrew': Theoretical and Practical Implications of Analysing Israel's Main Language as a Semi-Engineered Semito-European Hybrid Language, Journal of Modern Jewish Studies 5 (1), pp. 57-71, 2006.
- Complement Clause Types in Israeli, Complementation: A Cross-Linguistic Typology, R. M. W. Dixon & A. Y. Aikhenvald (eds), Oxford University Press, Oxford, pp. 72-92, 2006.
- 'Etymythological Othering' and the Power of 'Lexical Engineering' in Judaism, Islam and Christianity. A Socio-Philo(sopho)logical Perspective, Explorations in the Sociology of Language and Religion,  Tope Omoniyi & Joshua A. Fishman (eds), Ámsterdam: John Benjamins, p. 237-258, 2006.
- 'Realistic Prescriptivism': The Academy of the Hebrew Language, its Campaign of 'Good Grammar' and Lexpionage, and the Native Israeli Speakers, Israel Studies in Language and Society 1, pp. 135-154, 2008.
- Icelandic: Phonosemantic Matching, Globally Speaking: Motives for Adopting English Vocabulary in Other Languages, Judith Rosenhouse & Rotem Kowner (eds), Multilingual Matters Clevedon-Buffalo-Toronto, pp. 19-43, 2008. (Sapir, Yair & Zuckermann, Ghil'ad)
- Hybridity versus Revivability: Multiple Causation, Forms and Patterns, Journal of Language Contact, Varia 2, pp. 40-67, 2009.
- Blorít: Pagans’ Mohawk or Sabras’ Forelock?: Ideological Secularization of Hebrew Terms in Socialist Zionist Israeli, The Sociology of Language and Religion: Change, Conflict and Accommodation, Tope Omoniyi (ed.), Palgrave Macmillan, pp. 84-125, 2010. (Yadin, Azzan & Zuckermann, Ghil'ad)
- Stop, Revive, Survive: Lessons from the Hebrew Revival Applicable to the Reclamation, Maintenance and Empowerment of Aboriginal Languages and Cultures, Australian Journal of Linguistics 31 (1), pp. 111-127, 2011. (Zuckermann, Ghil'ad & Walsh, Michael)

## Películas
- Fry's Planet Word, Stephen Fry
- SBS: Living Black: S18 Ep9 - Linguicide
- Babbel: Why Revive A Dead Language? - Interview with Prof. Ghil'ad Zuckermann
- Language Revival: Securing the Future of Endangered Languages, edX MOOC